# Ночь (Микеланджело)
«Ночь» (итал. La Notte) — мраморная скульптура, представляющая обнажённую женскую фигуру как аллегорию Ночи, созданная выдающимся художником Высокого Возрождения Микеланджело Буонарроти в 1526—1531 годах. Статуя входит в композицию надгробия Джулиано Медичи, герцога Немурского, в Капелле Медичи во Флоренции. Парная мужская фигура надгробия называется «День» (итал. Giorno). Размеры скульптуры: 155 x 150 см, максимальная наклонная длина 194 см.

## Иконография Ночи
Аллегория «Ночи» в истории искусства чаще всего представляла собой «олицетворение тёмных, скрытых сил, сна разума, темноты, скрывающей тайну жизни и смерти».

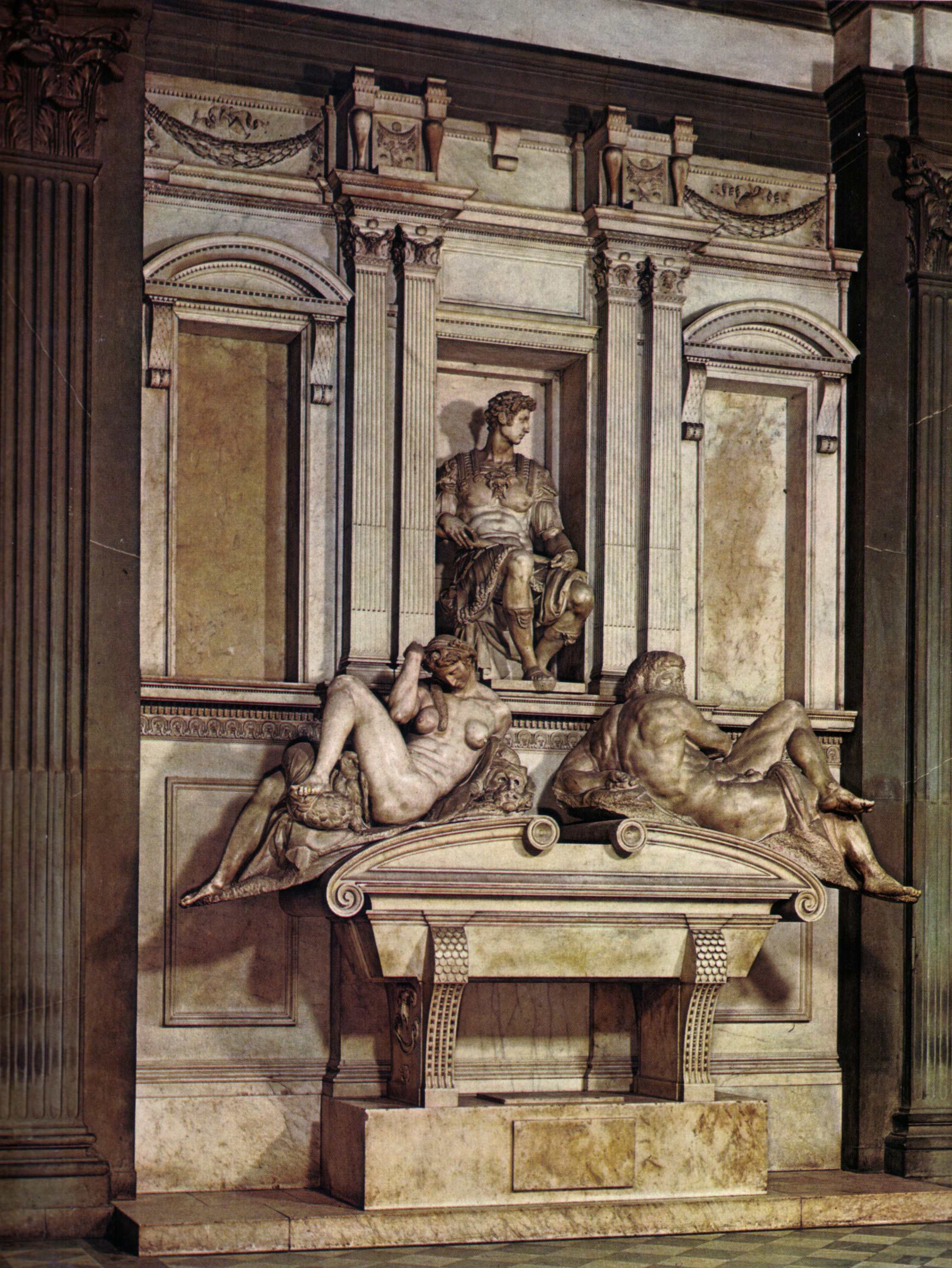
Микеланджело Буонарроти. Капелла Медичи. Надгробие Джулиано Медичи. Аллегорические фигуры «Ночь» и «День». 1526—1531

«Ночь» была одной из первых полностью завершённых скульптур Капеллы Медичи. Детали фигуры тщательно проработаны, а мрамор отполирован. Аллегорические скульптуры надгробий в Капелле Медичи — олицетворения времени и быстротечности жизни — располагаются на пологих крышках саркофагов (cassoni), они буквально скользят в неудобных позах, как бы символизируя неустойчивость и иллюзорность бытия.
Среди многих предлагаемых интерпретаций фигуру «Ночи» Микеланджело рассматривали в качестве эмблемы Воздуха или Воды, меланхолического темперамента, плодородия ночи. Наиболее убедительна интерпретация фигуры как изображения Леды, дочери этолийского царя из древнегреческой мифологии. В античности Леду считали олицетворением ночи, матери светил, и воплощением любви. «Любовь совершается ночью, под покровом темноты», поэтому имя «Леда» также считали синонимом «Богини ночи». Такую интерпретацию подтверждают атрибуты скульптуры Микеланджело. У ног фигуры скульптор изобразил сову, которая хорошо видит ночью. Рядом — букет цветов, который, возможно, представляет маки (символ плодородия и сонливости как опиум), маска, которая может означать сон или смерть. Длинные волосы «Ночи» собраны в косы, а на голове она носит тиару с полумесяцем и звездой. Ночь в качестве «матери звёздных богов» упоминается в поэзии самого Микеланджело; а также мак и маска — «символы рождаемых ею близнецов — Сна и Смерти». «Ночь» — «часть Времени и оплакивает в Капелле Медичи его быстротечность».

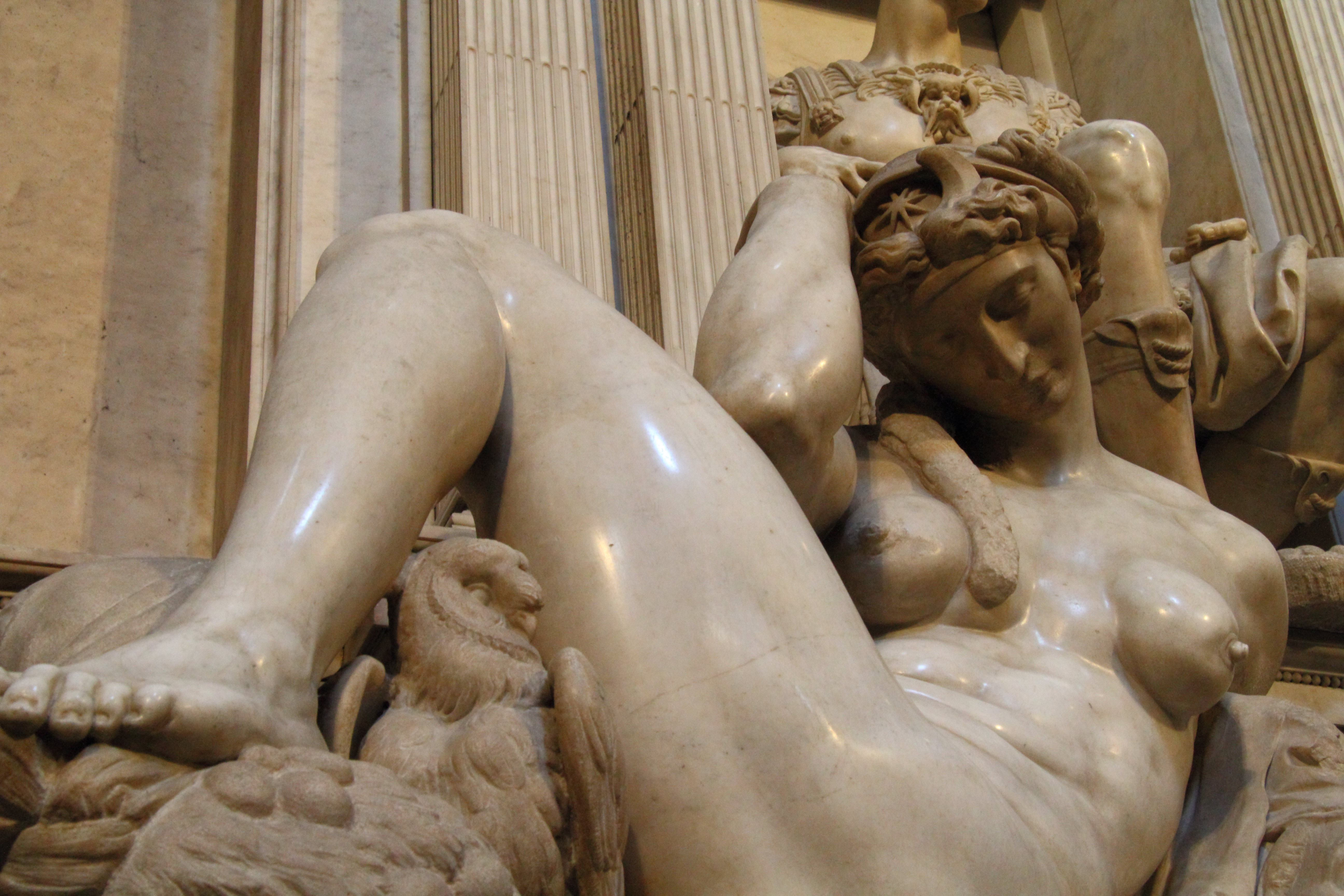
«Ночь»

Мощная пластика, необычная для женской фигуры, эротичная и, одновременно, мужественная, отражает не только эстетические пристрастия скульптора (Микеланджело не любил женское тело); она прекрасно выражает тяжкое пробуждение из небытия. По некоторым трактовкам аллегорические фигуры «Ночи» и «Дня» надгробия Джулиано Медичи изображают медленное течение времени, независимое от воли человека. Причём образы аллегорических фигур даны Микеланджело в инверсии: «Ночь» пробуждается из забытья, «День» в него погружается. Тщательно продуманный диссонанс создаёт ощущения тревоги, неясности и напряжения.
Микеланджело, возможно, использовал античные изображения Леды или спящей Ариадны. Положение тела с согнутой левой ногой и откинутой головой напоминает Леду и лебедя из утраченного рисунка Микеланджело около 1530 года.
Фигура «Ночи», созданная скульптором, вызвала отклик в стихах флорентийца Джованни ди Карло Строцци:

Вот эта Ночь, что так спокойно спит
Перед тобою, — Ангела созданье,
Она из камня, но в ней есть дыханье:
Лишь разбуди, — она заговорит.

Микеланджело ответил на это стихотворное послание в 1545—1546 годах собственным сонетом «Ответ Буонаррото» как бы от имени самой скульптуры:

Отрадно спать — отрадней камнем быть.
О, в этот век — преступный и постыдный —
Не жить, не чувствовать — удел завидный…
Прошу: молчи — не смей меня будить.
Перевод Ф. И. Тютчева.

## Отражения в искусстве
Фигура «Ночи» Капеллы Медичи, возможно, является самой выразительной по пластике и безусловно наиболее популярной в последующих повторениях и интерпретациях. Известно, что сам Микеланджело написал картину «Леда» (предположительно по античному рельефу), которая имела и второе название: «Ночь». Картину увёз во Францию его ученик Джованни Антонио Мини и продал её французскому королю Франциску I. Картина не сохранилась, но с неё сделал копию живописец Россо Фьорентино. «Леду-Ночь» повторяли в истории искусства неоднократно: скульптор Бартоломео Амманати, фламандский гравёр Корнелис Бос (по картине Микеланджело в зеркальном изображении).
Выдающийся фламандский живописец Питер Пауль Рубенс в 1598 году написал картину «Леда», в которой использовал позу «Ночи» Микеланджело по собственному рисунку, сделанному в Капелле Медичи.
Фигуру «Ночи» упоминает Шарль Бодлер в сонете «Идеал» (XVIII) сборника «Цветы зла»:

Да ты, о Ночь, пленить ещё способна взор мой,
Дочь Микельанджело, обязанная формой
Титанам, лишь тобой насытившим уста!
Перевод Б. Лившица.

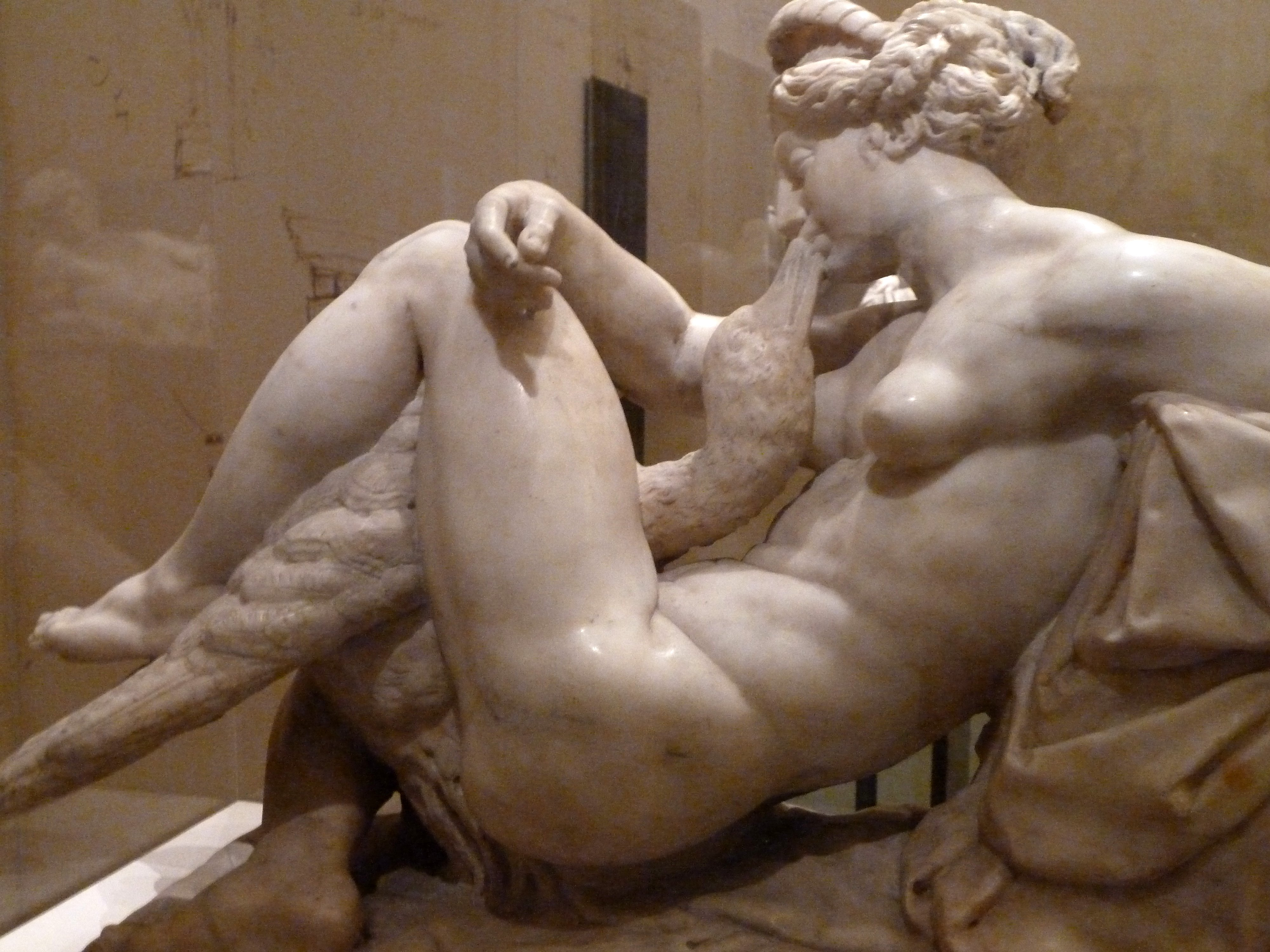
Б. Амманати. Леда и лебедь. По картине Микеланджело. Около 1560 г. Мрамор. Барджелло, Флоренция
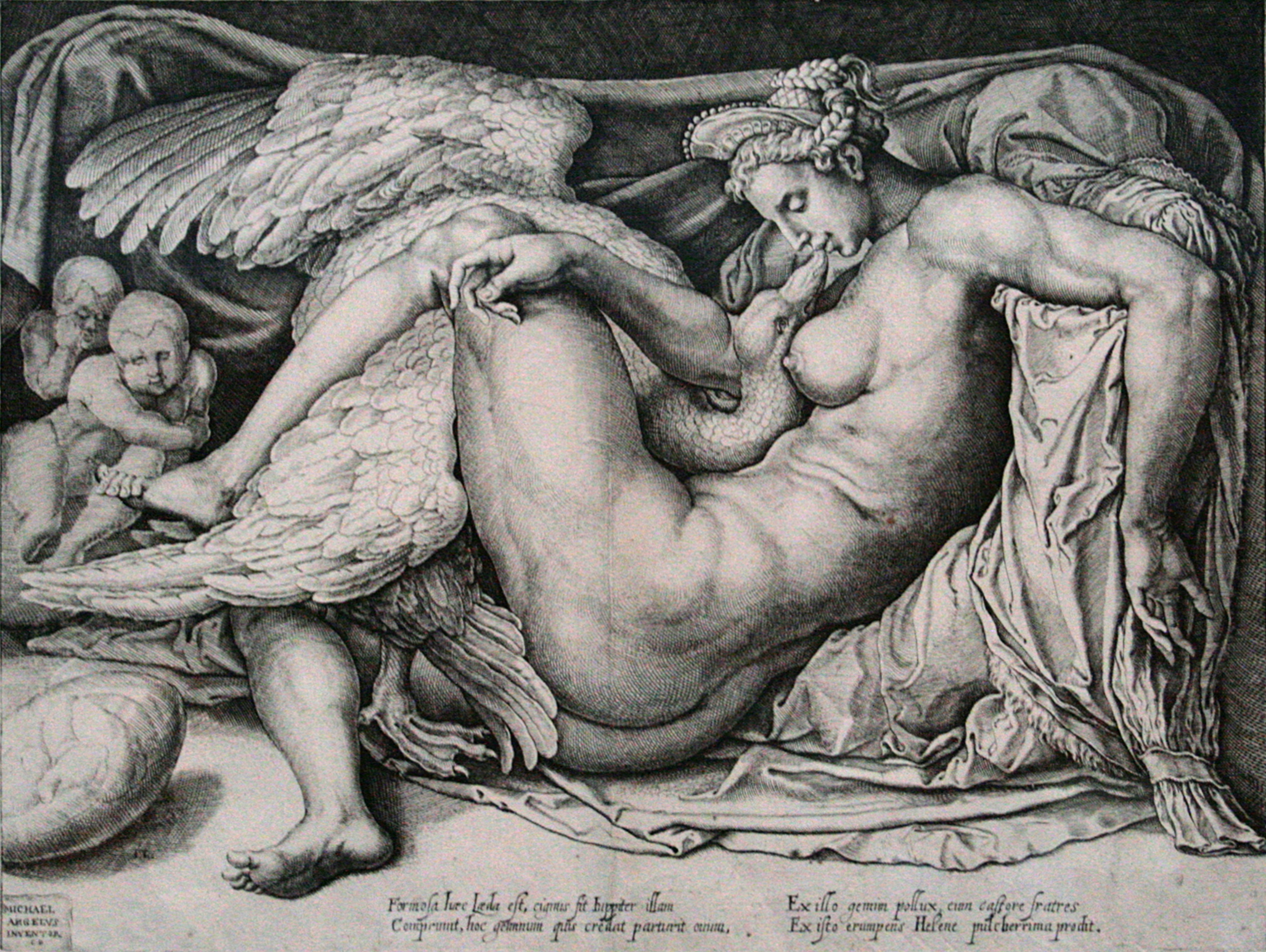
К. Бос. Леда и лебедь (по картине Микеланджело). 1530—1550. Офорт
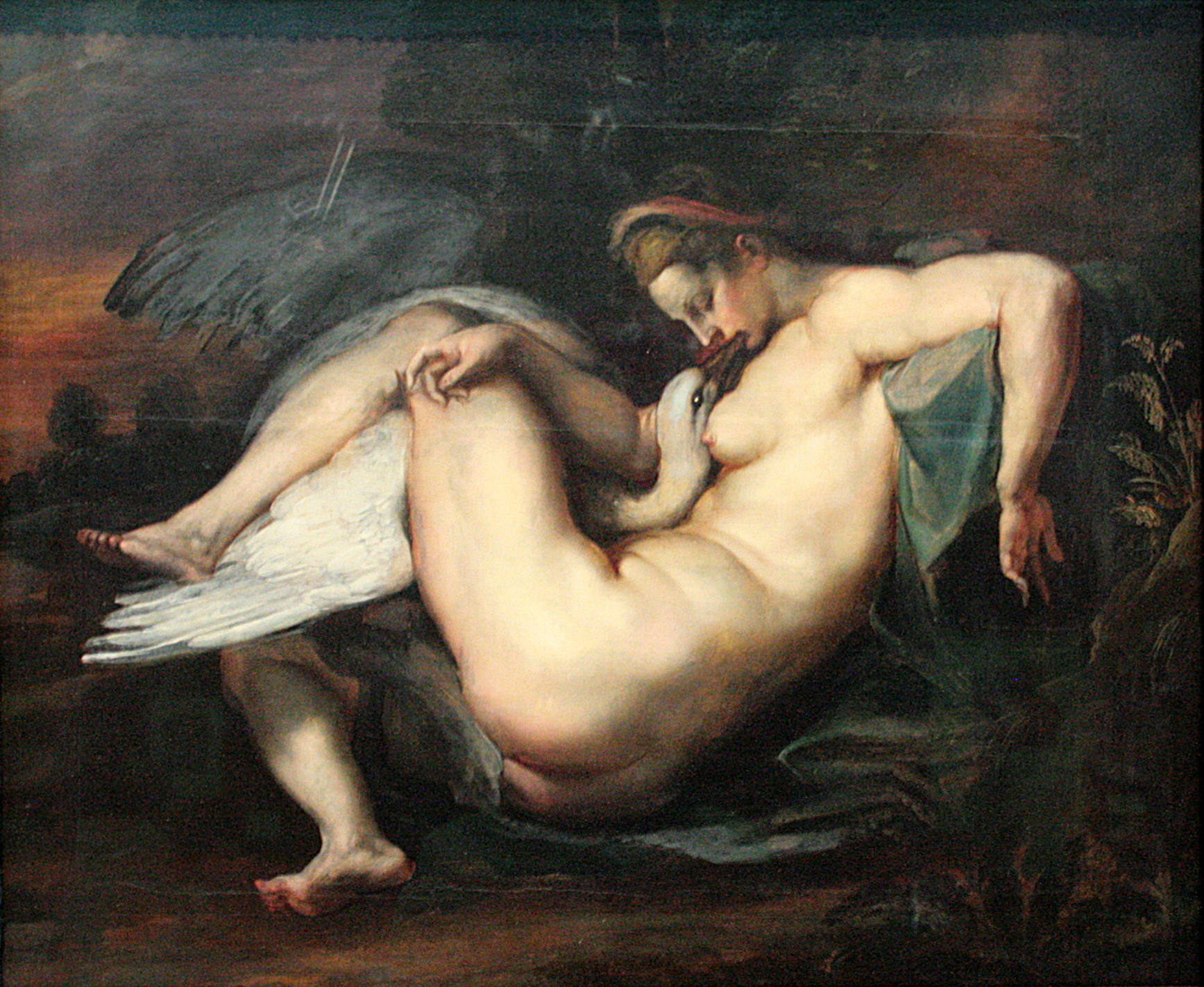
П. П. Рубенс. Леда и лебедь. Ок. 1604 г. Музей изящных искусств, Хьюстон (вариант в Галерее старых мастеров, Дрезден)
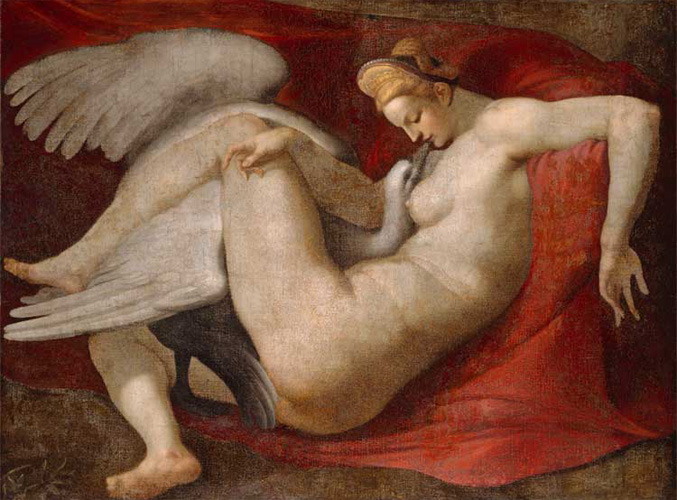
Леда и лебедь. Копия неизвестного мастера с утраченного оригинала Микеланджело. После 1530. Холст, масло. Национальная галерея, Лондон